# Van Marcke
Van Marcke is een Belgische groothandel gespecialiseerd is de verkoop en distributie van sanitair en verwarmingstoestellen. Het bedrijf is marktleider in België en is daarnaast ook actief in het buitenland.

## Geschiedenis
De firma Van Marcke (Ets. R. Van Marcke) werd in 1929 opgericht in Kortrijk door Raymond Van Marcke.
Het huidig logo werd kort na de Tweede Wereldoorlog ontworpen door de Vlaamse kunstschilder en beeldhouwer Octave Landuyt. Hij maande Van Marcke tevens aan om een toonzaal te bouwen waarin badkamers in zijn totaliteit werden tentoongesteld. Dit type toonzaal was destijds een primeur in België.
Jean Van Marcke wierp zich als oudste zoon op als de operationele man. Volgens insiders is de sterke groei van Van Marcke in de eerste plaats zijn verdienste. Zijn broer Carl, nam in dezelfde periode de operationele leiding op van Mewaf (kantoormeubelen). Het persoonlijk succes van Jean van Marcke bleek binnen het eigen familiaal bedrijf moeilijk te liggen. Met name Carl, had daar problemen mee. De jongste zoon Bruno van Marcke trad minder op het voorplan. Jean van Marcke pleitte voor een verdere professionalisering en expansie zoals bij Ter Beke en Sioen, maar werd in de eigen rangen niet gevolgd. Eén van de implicaties was dat Van Marcke een meer open structuur voor ogen had waarin ook een beursnotering paste. Dit ambitieus plan bleek niet haalbaar voor de toen 83-jarige weduwe en twee van de drie zonen.
In 1992 maakt Jean Van Marcke niet langer deel uit van de raad van bestuur van het familiaal bedrijf. Dit was het gevolg van een conflict bij de familiale aandeelhouders waarbij de positie van Jean van Marcke onhoudbaar bleek. Jean van Marcke is een van de belangrijke Vlaamse ondernemers die reeds jarenlang ijvert voor het mobiliseren van de Vlaamse financiële slagkracht. De leiding over het moederbedrijf, Ets. R. Van Marcke Sanitair & Verwarming, kwam vanaf dan in handen van drie leden van de familie: Marie-Thérèse Decruyenaere, echtgenote van wijlen Raymond van Marcke, en de twee zonen Carl en Bruno. Als snel maakte ook Bruno Van Marcke geen deel meer uit van de raad van bestuur. Caroline Van Marcke, dochter van Carl Van Marcke werd aangesteld als financieel directeur.
Bij het vertrek van Jean van Marcke uit het bestuur van de West-Vlaamse groep Van Marcke, legde de spanningen onder de familiale aandeelhouders pijnlijk bloot. De bedrijven van de Van Marckes blijken ook met de vakbonden op zeer gespannen voet te leven.
Carl Van Marcke overleed in 2010 en het bedrijf werd vanaf dan geleid door zijn twee kinderen Peter en Caroline. Al snel verdween ook Peter Van Marcke van het toneel en werden alle andere leden van de derde generatie de toegang tot de groep ontzegd. Sinds 2010 kende de groep een gemiddelde jaarlijkse groei van slechts 3 procent, terwijl het de jaren voordien een veel belangrijke groei had gekend. Tijdens de laatste 10 jaar verwierven concurrenten Facq en Desco heel wat marktaandeel van Van Marcke. In 2019, stelde het bedrijf hun nieuw hoofdkwartier voor. Het gebouw kreeg de naam EDC, en is volledig CO2-neutraal en wateronafhankelijk. In 2022 wil de groep opnieuw groeien en legt de focus nu op de Franse markt. Binnen vijf jaar moet het aantal winkels verdrievoudigd zijn tot 50, deels via franchisenemers.

## Activiteiten
De Van Marcke Group telt een vijftal activiteiten, die ze uitvoeren in België, Nederland, Luxemburg, Frankrijk, Zwitserland, de Verenigde Staten en Malta.

### Sanitair
De hoofdactiviteit van Van Marcke is de groothandel en distributie van badkamers en sanitaire toestellen. Daarnaast is Van Marcke ook actief in de e-commerce voor de particuliere markt. Hiervoor heeft de groep een participatie in het Nederlandse bedrijf Sawiday. Tevens heeft het ook twee eigen productiebedrijven waar ze zelf zorgen voor de productie van badkamers, toestellen van hun huismerken, projectmeubels en sanitair voor collectieve installaties.

### Mewaf
In juli 2012 gaat meubelfabriek Mewaf, dat jaren beheerd werd door Carl Van Marcke, onherroepelijk dicht. Er gaan 85 jobs verloren.

### Andere activiteiten
Met Izola Bank is Van Marcke actief in de bankensector. Deze online bank werkt vanuit Malta en biedt services aan zowel professionals en particulieren.
Toen Van Marcke verhuisde naar hun nieuw hoofdkantoor, doopte het bedrijf hun oude site om tot LandMarck. Daarmee willen ze, in samenwerking met Stad Kortrijk, deze 16 ha grote site ontwikkelen tot een nieuw duurzaam stadsdeel met ruimte voor wonen, leven en werken. Momenteel wordt de site vooral gebruikt voor grootschalige events en andere tijdelijke invullingen. De permanente ontwikkeling gebeurt in fases. Zo nemen er de eerste permanente winkels en bedrijven er in 2023 hun intrek.